# Ruderhofspitze
La Ruderhofspitze est un sommet des Alpes, à 3 474 m d'altitude, dans le massif de Stubai, en Autriche (Tyrol).